# لجينة (اسم)
لجينة هو اسم علم مؤنث من أصل عربي، ومعناه هو الشرف والرفعة، من الفعل سنا أي صار ذا شرف ورفعة، والسناء لغة في السنا، وهوالبرق والضياء.

## وصلات خارجية
- موسوعة السلطان قابوس لأسماء العرب نسخة محفوظة 5 أبريل 2019 على موقع واي باك مشين.